# Investment Banking Center

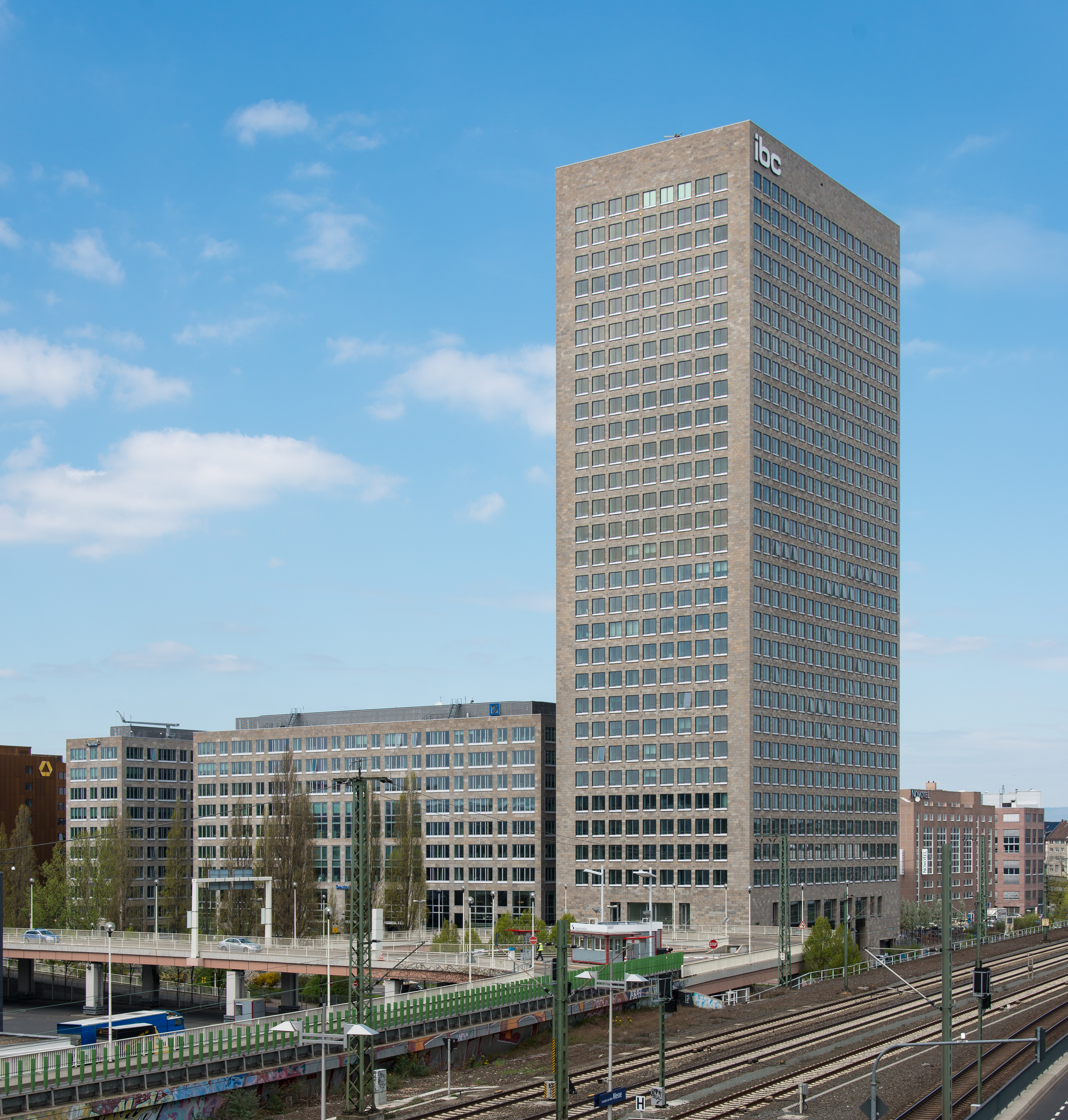
L'Investment Banking Center

L'Investment Banking Center est un complexe de bâtiment situé dans le quartier de Bockenheim de la ville de Francfort-sur-le-Main, en Allemagne. Il se compose de trois bâtiments (A,B et C), le plus haut bâtiment est le C, c'est un gratte-ciel de 112 m de haut qui comporte 30 étages. 
Le complexe a été conçu par le Büro Köhler Architekten et fut construit entre 2001 et 2003. Il a une superficie totale de 130 000 m2. Il contient des bureaux, occupés par la Deutsche Bank depuis 2006, après l'avoir loué à différentes firmes.